# Gabor Büsser
Gabor Büsser (* 1993) ist ein Schweizer Unihockeyspieler, der beim Nationalliga-B-Verein Iron Marmots Davos-Klosters unter Vertrag steht.

## Karriere
Büsser debütierte 2013 im Kader der ersten Mannschaft des UHC Uster.
Nachdem er beim UHC Uster keinen Vertrag erhalten hatte, wechselte er zum 1.-Liga-Verein UHC Laupen.
Im Januar 2015 kehrte Büsser aufgrund der Personalsituation zurück zum UHC Uster. Am 16. März 2021 verkündete der UHC Uster den Abgang von Büsser zum Nationalliga-B-Verein Iron Marmots Davos-Klosters.